# Jean-Louis Verger
Jean-Louis Verger (in deutschsprachigen Texten auch Johann Ludwig Verger; * 20. August 1826 in Neuilly-sur-Seine; † 30. Januar 1857 in Paris) war ein französischer katholischer Priester. Er ermordete den Pariser Erzbischof Auguste Sibour.

## Leben
Jean-Louis Verger wurde 1826 in Neuilly-sur-Seine geboren. Am 1. April 1841 wurde er mit Unterstützung der Oberin der Schwestern von Neuilly zum kleinen Seminar der Kirche St-Nicolas-du-Chardonnet zugelassen. 1844 wurde er wegen Vergehen, bei denen „die Ehrlichkeit compromitiert war“, aus dem Seminar entlassen. Nach einigen Jahren in einer Privatanstalt trat Verger in Meaux in das große Priesterseminar ein. Mit 23 Jahren wurde er zum Priester geweiht. Zunächst war er Hilfspriester in verschiedenen Randgemeinden des Bistums Meaux.
1852 ging er nach Paris. Dort erhielt er nach einiger Zeit auf Empfehlung erneut eine Anstellung in der Kirche St-Germain-l’Auxerrois, wo er drei Jahre Priester blieb. Obwohl Abbé Legrand Vergers erhebliche Schulden beglichen hatte und ihm auch ein Zimmer in seiner Wohnung gab, brachte Verger später Anschuldigungen gegen den Abbé vor. Verger stand wiederholt im Konflikt mit der Kirche und wurde mehrfach mit dem Kirchenbann belegt. Im August 1855 musste Verger die Pfarrei verlassen. Nachdem er gegenüber Legrand mit einem Skandal gedroht hatte, und nach Intervention des Pariser Erzbischofs Auguste Sibour durfte Verger im März 1856 in sein Amt zurückkehren. Zuletzt wurde Verger mit einem Interdikt belegt, nachdem er unter anderem das 1854 verkündete Dogma der unbefleckten Empfängnis kritisiert hatte. Am 25. Dezember 1856 reiste er nach Paris, vorgeblich um den Erzbischof zu bitten, das vom Bischof von Meaux ausgesprochene Interdikt aufzuheben.
Am 3. Januar 1857 erstach Verger in der Pfarrkirche St-Étienne-du-Mont den Erzbischof Sibour. Er wurde sofort festgenommen. Im Prozess äußerte Verger seine Überzeugung, dass die Kirche in letzter Zeit komplett „aus ihren Bahnen gewichen“ sei. Um eine Änderung herbeizuführen, habe er einen Anschlag geplant, wobei er zunächst Papst Pius IX. als Ziel im Visier hatte. Mangels Geld konnte er jedoch nicht nach Rom reisen und erkor deshalb den Erzbischof Sibour zu seinem Opfer, obwohl er gegen diesen als Person nichts vorzubringen hätte. Am 17. Januar 1857 wurde Verger zum Tode durch die Guillotine verurteilt. Nachdem sein Gnadengesuch einen Tag vorher abgelehnt worden war, wurde das Urteil am 30. Januar 1857 in Paris um 8 Uhr morgens vollstreckt.